# Ligue des champions masculine de l'EHF 1994-1995
Navigation
Ligue des champions 1993-1994 Ligue des champions 1995-1996
La saison 1994-1995 de la Ligue des champions met aux prises 32 équipes européennes. Il s’agit de la 35e édition de la compétition, anciennement Coupe d'Europe des clubs champions, organisée par la Fédération européenne de handball (EHF).
La compétition est remportée par le club espagnol du CD Bidasoa Irún, vainqueur en finale du club croate du Badel 1862 Zagreb

## Participants
| Deuxième tour (29) | Deuxième tour (29) | Deuxième tour (29) | Deuxième tour (29) | Deuxième tour (29) | Deuxième tour (29) | Deuxième tour (29) | Deuxième tour (29) | Deuxième tour (29) | Deuxième tour (29) | Deuxième tour (29) | Deuxième tour (29) | Deuxième tour (29) | Deuxième tour (29) | Deuxième tour (29) | Deuxième tour (29) | Deuxième tour (29) | Deuxième tour (29) | Deuxième tour (29) | Deuxième tour (29) | Deuxième tour (29) | Deuxième tour (29) | Deuxième tour (29) | Deuxième tour (29) | Deuxième tour (29) | Deuxième tour (29) | Deuxième tour (29) | Deuxième tour (29) | Deuxième tour (29) | Deuxième tour (29) |
| --- | --- | --- | --- | --- | --- | --- | --- | --- | --- | --- | --- | --- | --- | --- | --- | --- | --- | --- | --- | --- | --- | --- | --- | --- | --- | --- | --- | --- | --- |
| - Caja Cantabria : tenant du titre - THW Kiel : champion d'Allemagne - HSG Linz : Champion d'Autriche - Initia HC Hasselt : Champion de Belgique - RK Badel 1862 Zagreb : Champion de Croatie - SPE Strovolos Nicosie : Champion de Chypre - Kolding IF : Champion du Danemark - CD Bidasoa Irún : Vice-champion d'Espagne - BK-46 Karis : Champion de Finlande - OM Vitrolles : champion de France - AS Fílippos Véria : champion de Grèce - Fotex Veszprém SE : champion de Hongrie - Valur Reykjavik : champion d'Islande - Hapoël Rishon LeZion : Champion d'Israël - Principe Trieste : Champion d'Italie | - Caja Cantabria : tenant du titre - THW Kiel : champion d'Allemagne - HSG Linz : Champion d'Autriche - Initia HC Hasselt : Champion de Belgique - RK Badel 1862 Zagreb : Champion de Croatie - SPE Strovolos Nicosie : Champion de Chypre - Kolding IF : Champion du Danemark - CD Bidasoa Irún : Vice-champion d'Espagne - BK-46 Karis : Champion de Finlande - OM Vitrolles : champion de France - AS Fílippos Véria : champion de Grèce - Fotex Veszprém SE : champion de Hongrie - Valur Reykjavik : champion d'Islande - Hapoël Rishon LeZion : Champion d'Israël - Principe Trieste : Champion d'Italie | - Caja Cantabria : tenant du titre - THW Kiel : champion d'Allemagne - HSG Linz : Champion d'Autriche - Initia HC Hasselt : Champion de Belgique - RK Badel 1862 Zagreb : Champion de Croatie - SPE Strovolos Nicosie : Champion de Chypre - Kolding IF : Champion du Danemark - CD Bidasoa Irún : Vice-champion d'Espagne - BK-46 Karis : Champion de Finlande - OM Vitrolles : champion de France - AS Fílippos Véria : champion de Grèce - Fotex Veszprém SE : champion de Hongrie - Valur Reykjavik : champion d'Islande - Hapoël Rishon LeZion : Champion d'Israël - Principe Trieste : Champion d'Italie | - Caja Cantabria : tenant du titre - THW Kiel : champion d'Allemagne - HSG Linz : Champion d'Autriche - Initia HC Hasselt : Champion de Belgique - RK Badel 1862 Zagreb : Champion de Croatie - SPE Strovolos Nicosie : Champion de Chypre - Kolding IF : Champion du Danemark - CD Bidasoa Irún : Vice-champion d'Espagne - BK-46 Karis : Champion de Finlande - OM Vitrolles : champion de France - AS Fílippos Véria : champion de Grèce - Fotex Veszprém SE : champion de Hongrie - Valur Reykjavik : champion d'Islande - Hapoël Rishon LeZion : Champion d'Israël - Principe Trieste : Champion d'Italie | - Caja Cantabria : tenant du titre - THW Kiel : champion d'Allemagne - HSG Linz : Champion d'Autriche - Initia HC Hasselt : Champion de Belgique - RK Badel 1862 Zagreb : Champion de Croatie - SPE Strovolos Nicosie : Champion de Chypre - Kolding IF : Champion du Danemark - CD Bidasoa Irún : Vice-champion d'Espagne - BK-46 Karis : Champion de Finlande - OM Vitrolles : champion de France - AS Fílippos Véria : champion de Grèce - Fotex Veszprém SE : champion de Hongrie - Valur Reykjavik : champion d'Islande - Hapoël Rishon LeZion : Champion d'Israël - Principe Trieste : Champion d'Italie | - Caja Cantabria : tenant du titre - THW Kiel : champion d'Allemagne - HSG Linz : Champion d'Autriche - Initia HC Hasselt : Champion de Belgique - RK Badel 1862 Zagreb : Champion de Croatie - SPE Strovolos Nicosie : Champion de Chypre - Kolding IF : Champion du Danemark - CD Bidasoa Irún : Vice-champion d'Espagne - BK-46 Karis : Champion de Finlande - OM Vitrolles : champion de France - AS Fílippos Véria : champion de Grèce - Fotex Veszprém SE : champion de Hongrie - Valur Reykjavik : champion d'Islande - Hapoël Rishon LeZion : Champion d'Israël - Principe Trieste : Champion d'Italie | - Caja Cantabria : tenant du titre - THW Kiel : champion d'Allemagne - HSG Linz : Champion d'Autriche - Initia HC Hasselt : Champion de Belgique - RK Badel 1862 Zagreb : Champion de Croatie - SPE Strovolos Nicosie : Champion de Chypre - Kolding IF : Champion du Danemark - CD Bidasoa Irún : Vice-champion d'Espagne - BK-46 Karis : Champion de Finlande - OM Vitrolles : champion de France - AS Fílippos Véria : champion de Grèce - Fotex Veszprém SE : champion de Hongrie - Valur Reykjavik : champion d'Islande - Hapoël Rishon LeZion : Champion d'Israël - Principe Trieste : Champion d'Italie | - Caja Cantabria : tenant du titre - THW Kiel : champion d'Allemagne - HSG Linz : Champion d'Autriche - Initia HC Hasselt : Champion de Belgique - RK Badel 1862 Zagreb : Champion de Croatie - SPE Strovolos Nicosie : Champion de Chypre - Kolding IF : Champion du Danemark - CD Bidasoa Irún : Vice-champion d'Espagne - BK-46 Karis : Champion de Finlande - OM Vitrolles : champion de France - AS Fílippos Véria : champion de Grèce - Fotex Veszprém SE : champion de Hongrie - Valur Reykjavik : champion d'Islande - Hapoël Rishon LeZion : Champion d'Israël - Principe Trieste : Champion d'Italie | - Caja Cantabria : tenant du titre - THW Kiel : champion d'Allemagne - HSG Linz : Champion d'Autriche - Initia HC Hasselt : Champion de Belgique - RK Badel 1862 Zagreb : Champion de Croatie - SPE Strovolos Nicosie : Champion de Chypre - Kolding IF : Champion du Danemark - CD Bidasoa Irún : Vice-champion d'Espagne - BK-46 Karis : Champion de Finlande - OM Vitrolles : champion de France - AS Fílippos Véria : champion de Grèce - Fotex Veszprém SE : champion de Hongrie - Valur Reykjavik : champion d'Islande - Hapoël Rishon LeZion : Champion d'Israël - Principe Trieste : Champion d'Italie | - Caja Cantabria : tenant du titre - THW Kiel : champion d'Allemagne - HSG Linz : Champion d'Autriche - Initia HC Hasselt : Champion de Belgique - RK Badel 1862 Zagreb : Champion de Croatie - SPE Strovolos Nicosie : Champion de Chypre - Kolding IF : Champion du Danemark - CD Bidasoa Irún : Vice-champion d'Espagne - BK-46 Karis : Champion de Finlande - OM Vitrolles : champion de France - AS Fílippos Véria : champion de Grèce - Fotex Veszprém SE : champion de Hongrie - Valur Reykjavik : champion d'Islande - Hapoël Rishon LeZion : Champion d'Israël - Principe Trieste : Champion d'Italie | - Caja Cantabria : tenant du titre - THW Kiel : champion d'Allemagne - HSG Linz : Champion d'Autriche - Initia HC Hasselt : Champion de Belgique - RK Badel 1862 Zagreb : Champion de Croatie - SPE Strovolos Nicosie : Champion de Chypre - Kolding IF : Champion du Danemark - CD Bidasoa Irún : Vice-champion d'Espagne - BK-46 Karis : Champion de Finlande - OM Vitrolles : champion de France - AS Fílippos Véria : champion de Grèce - Fotex Veszprém SE : champion de Hongrie - Valur Reykjavik : champion d'Islande - Hapoël Rishon LeZion : Champion d'Israël - Principe Trieste : Champion d'Italie | - Caja Cantabria : tenant du titre - THW Kiel : champion d'Allemagne - HSG Linz : Champion d'Autriche - Initia HC Hasselt : Champion de Belgique - RK Badel 1862 Zagreb : Champion de Croatie - SPE Strovolos Nicosie : Champion de Chypre - Kolding IF : Champion du Danemark - CD Bidasoa Irún : Vice-champion d'Espagne - BK-46 Karis : Champion de Finlande - OM Vitrolles : champion de France - AS Fílippos Véria : champion de Grèce - Fotex Veszprém SE : champion de Hongrie - Valur Reykjavik : champion d'Islande - Hapoël Rishon LeZion : Champion d'Israël - Principe Trieste : Champion d'Italie | - Caja Cantabria : tenant du titre - THW Kiel : champion d'Allemagne - HSG Linz : Champion d'Autriche - Initia HC Hasselt : Champion de Belgique - RK Badel 1862 Zagreb : Champion de Croatie - SPE Strovolos Nicosie : Champion de Chypre - Kolding IF : Champion du Danemark - CD Bidasoa Irún : Vice-champion d'Espagne - BK-46 Karis : Champion de Finlande - OM Vitrolles : champion de France - AS Fílippos Véria : champion de Grèce - Fotex Veszprém SE : champion de Hongrie - Valur Reykjavik : champion d'Islande - Hapoël Rishon LeZion : Champion d'Israël - Principe Trieste : Champion d'Italie | - Caja Cantabria : tenant du titre - THW Kiel : champion d'Allemagne - HSG Linz : Champion d'Autriche - Initia HC Hasselt : Champion de Belgique - RK Badel 1862 Zagreb : Champion de Croatie - SPE Strovolos Nicosie : Champion de Chypre - Kolding IF : Champion du Danemark - CD Bidasoa Irún : Vice-champion d'Espagne - BK-46 Karis : Champion de Finlande - OM Vitrolles : champion de France - AS Fílippos Véria : champion de Grèce - Fotex Veszprém SE : champion de Hongrie - Valur Reykjavik : champion d'Islande - Hapoël Rishon LeZion : Champion d'Israël - Principe Trieste : Champion d'Italie | - Caja Cantabria : tenant du titre - THW Kiel : champion d'Allemagne - HSG Linz : Champion d'Autriche - Initia HC Hasselt : Champion de Belgique - RK Badel 1862 Zagreb : Champion de Croatie - SPE Strovolos Nicosie : Champion de Chypre - Kolding IF : Champion du Danemark - CD Bidasoa Irún : Vice-champion d'Espagne - BK-46 Karis : Champion de Finlande - OM Vitrolles : champion de France - AS Fílippos Véria : champion de Grèce - Fotex Veszprém SE : champion de Hongrie - Valur Reykjavik : champion d'Islande - Hapoël Rishon LeZion : Champion d'Israël - Principe Trieste : Champion d'Italie | - Granitas Kaunas : Champion de Lituanie - HB Echternach : Champion du Luxembourg - IL Runar : Champion de Norvège - HV Sittard : Vice-champion des Pays-Bas - Iskra Kielce : Champion de Pologne - CF Os Belenenses: Champion du Portugal - Steaua Bucarest : Championnat de Roumanie - CSKA Moscou : Champion de Russie - RK Celje : champion de Slovénie - HK Drott Halmstad : Champion de Suède - Pfadi Winterthur : Champion de Suisse - HC Dukla Prague : Champion de République tchèque - Halkbank Ankara : Champion de Turquie - CSKA Kiev : Champion d'Ukraine | - Granitas Kaunas : Champion de Lituanie - HB Echternach : Champion du Luxembourg - IL Runar : Champion de Norvège - HV Sittard : Vice-champion des Pays-Bas - Iskra Kielce : Champion de Pologne - CF Os Belenenses: Champion du Portugal - Steaua Bucarest : Championnat de Roumanie - CSKA Moscou : Champion de Russie - RK Celje : champion de Slovénie - HK Drott Halmstad : Champion de Suède - Pfadi Winterthur : Champion de Suisse - HC Dukla Prague : Champion de République tchèque - Halkbank Ankara : Champion de Turquie - CSKA Kiev : Champion d'Ukraine | - Granitas Kaunas : Champion de Lituanie - HB Echternach : Champion du Luxembourg - IL Runar : Champion de Norvège - HV Sittard : Vice-champion des Pays-Bas - Iskra Kielce : Champion de Pologne - CF Os Belenenses: Champion du Portugal - Steaua Bucarest : Championnat de Roumanie - CSKA Moscou : Champion de Russie - RK Celje : champion de Slovénie - HK Drott Halmstad : Champion de Suède - Pfadi Winterthur : Champion de Suisse - HC Dukla Prague : Champion de République tchèque - Halkbank Ankara : Champion de Turquie - CSKA Kiev : Champion d'Ukraine | - Granitas Kaunas : Champion de Lituanie - HB Echternach : Champion du Luxembourg - IL Runar : Champion de Norvège - HV Sittard : Vice-champion des Pays-Bas - Iskra Kielce : Champion de Pologne - CF Os Belenenses: Champion du Portugal - Steaua Bucarest : Championnat de Roumanie - CSKA Moscou : Champion de Russie - RK Celje : champion de Slovénie - HK Drott Halmstad : Champion de Suède - Pfadi Winterthur : Champion de Suisse - HC Dukla Prague : Champion de République tchèque - Halkbank Ankara : Champion de Turquie - CSKA Kiev : Champion d'Ukraine | - Granitas Kaunas : Champion de Lituanie - HB Echternach : Champion du Luxembourg - IL Runar : Champion de Norvège - HV Sittard : Vice-champion des Pays-Bas - Iskra Kielce : Champion de Pologne - CF Os Belenenses: Champion du Portugal - Steaua Bucarest : Championnat de Roumanie - CSKA Moscou : Champion de Russie - RK Celje : champion de Slovénie - HK Drott Halmstad : Champion de Suède - Pfadi Winterthur : Champion de Suisse - HC Dukla Prague : Champion de République tchèque - Halkbank Ankara : Champion de Turquie - CSKA Kiev : Champion d'Ukraine | - Granitas Kaunas : Champion de Lituanie - HB Echternach : Champion du Luxembourg - IL Runar : Champion de Norvège - HV Sittard : Vice-champion des Pays-Bas - Iskra Kielce : Champion de Pologne - CF Os Belenenses: Champion du Portugal - Steaua Bucarest : Championnat de Roumanie - CSKA Moscou : Champion de Russie - RK Celje : champion de Slovénie - HK Drott Halmstad : Champion de Suède - Pfadi Winterthur : Champion de Suisse - HC Dukla Prague : Champion de République tchèque - Halkbank Ankara : Champion de Turquie - CSKA Kiev : Champion d'Ukraine | - Granitas Kaunas : Champion de Lituanie - HB Echternach : Champion du Luxembourg - IL Runar : Champion de Norvège - HV Sittard : Vice-champion des Pays-Bas - Iskra Kielce : Champion de Pologne - CF Os Belenenses: Champion du Portugal - Steaua Bucarest : Championnat de Roumanie - CSKA Moscou : Champion de Russie - RK Celje : champion de Slovénie - HK Drott Halmstad : Champion de Suède - Pfadi Winterthur : Champion de Suisse - HC Dukla Prague : Champion de République tchèque - Halkbank Ankara : Champion de Turquie - CSKA Kiev : Champion d'Ukraine | - Granitas Kaunas : Champion de Lituanie - HB Echternach : Champion du Luxembourg - IL Runar : Champion de Norvège - HV Sittard : Vice-champion des Pays-Bas - Iskra Kielce : Champion de Pologne - CF Os Belenenses: Champion du Portugal - Steaua Bucarest : Championnat de Roumanie - CSKA Moscou : Champion de Russie - RK Celje : champion de Slovénie - HK Drott Halmstad : Champion de Suède - Pfadi Winterthur : Champion de Suisse - HC Dukla Prague : Champion de République tchèque - Halkbank Ankara : Champion de Turquie - CSKA Kiev : Champion d'Ukraine | - Granitas Kaunas : Champion de Lituanie - HB Echternach : Champion du Luxembourg - IL Runar : Champion de Norvège - HV Sittard : Vice-champion des Pays-Bas - Iskra Kielce : Champion de Pologne - CF Os Belenenses: Champion du Portugal - Steaua Bucarest : Championnat de Roumanie - CSKA Moscou : Champion de Russie - RK Celje : champion de Slovénie - HK Drott Halmstad : Champion de Suède - Pfadi Winterthur : Champion de Suisse - HC Dukla Prague : Champion de République tchèque - Halkbank Ankara : Champion de Turquie - CSKA Kiev : Champion d'Ukraine | - Granitas Kaunas : Champion de Lituanie - HB Echternach : Champion du Luxembourg - IL Runar : Champion de Norvège - HV Sittard : Vice-champion des Pays-Bas - Iskra Kielce : Champion de Pologne - CF Os Belenenses: Champion du Portugal - Steaua Bucarest : Championnat de Roumanie - CSKA Moscou : Champion de Russie - RK Celje : champion de Slovénie - HK Drott Halmstad : Champion de Suède - Pfadi Winterthur : Champion de Suisse - HC Dukla Prague : Champion de République tchèque - Halkbank Ankara : Champion de Turquie - CSKA Kiev : Champion d'Ukraine | - Granitas Kaunas : Champion de Lituanie - HB Echternach : Champion du Luxembourg - IL Runar : Champion de Norvège - HV Sittard : Vice-champion des Pays-Bas - Iskra Kielce : Champion de Pologne - CF Os Belenenses: Champion du Portugal - Steaua Bucarest : Championnat de Roumanie - CSKA Moscou : Champion de Russie - RK Celje : champion de Slovénie - HK Drott Halmstad : Champion de Suède - Pfadi Winterthur : Champion de Suisse - HC Dukla Prague : Champion de République tchèque - Halkbank Ankara : Champion de Turquie - CSKA Kiev : Champion d'Ukraine | - Granitas Kaunas : Champion de Lituanie - HB Echternach : Champion du Luxembourg - IL Runar : Champion de Norvège - HV Sittard : Vice-champion des Pays-Bas - Iskra Kielce : Champion de Pologne - CF Os Belenenses: Champion du Portugal - Steaua Bucarest : Championnat de Roumanie - CSKA Moscou : Champion de Russie - RK Celje : champion de Slovénie - HK Drott Halmstad : Champion de Suède - Pfadi Winterthur : Champion de Suisse - HC Dukla Prague : Champion de République tchèque - Halkbank Ankara : Champion de Turquie - CSKA Kiev : Champion d'Ukraine | - Granitas Kaunas : Champion de Lituanie - HB Echternach : Champion du Luxembourg - IL Runar : Champion de Norvège - HV Sittard : Vice-champion des Pays-Bas - Iskra Kielce : Champion de Pologne - CF Os Belenenses: Champion du Portugal - Steaua Bucarest : Championnat de Roumanie - CSKA Moscou : Champion de Russie - RK Celje : champion de Slovénie - HK Drott Halmstad : Champion de Suède - Pfadi Winterthur : Champion de Suisse - HC Dukla Prague : Champion de République tchèque - Halkbank Ankara : Champion de Turquie - CSKA Kiev : Champion d'Ukraine | - Granitas Kaunas : Champion de Lituanie - HB Echternach : Champion du Luxembourg - IL Runar : Champion de Norvège - HV Sittard : Vice-champion des Pays-Bas - Iskra Kielce : Champion de Pologne - CF Os Belenenses: Champion du Portugal - Steaua Bucarest : Championnat de Roumanie - CSKA Moscou : Champion de Russie - RK Celje : champion de Slovénie - HK Drott Halmstad : Champion de Suède - Pfadi Winterthur : Champion de Suisse - HC Dukla Prague : Champion de République tchèque - Halkbank Ankara : Champion de Turquie - CSKA Kiev : Champion d'Ukraine | - Granitas Kaunas : Champion de Lituanie - HB Echternach : Champion du Luxembourg - IL Runar : Champion de Norvège - HV Sittard : Vice-champion des Pays-Bas - Iskra Kielce : Champion de Pologne - CF Os Belenenses: Champion du Portugal - Steaua Bucarest : Championnat de Roumanie - CSKA Moscou : Champion de Russie - RK Celje : champion de Slovénie - HK Drott Halmstad : Champion de Suède - Pfadi Winterthur : Champion de Suisse - HC Dukla Prague : Champion de République tchèque - Halkbank Ankara : Champion de Turquie - CSKA Kiev : Champion d'Ukraine |
| Premier tour (6) | | | | | | | | | | | | | | | | | | | | | | | | | | | | | |
| - SKA Minsk : Champion de Biélorussie - Belassitza Petritch : Champion de Bulgarie - HC Kehra: Champion d'Estonie | - SKA Minsk : Champion de Biélorussie - Belassitza Petritch : Champion de Bulgarie - HC Kehra: Champion d'Estonie | - SKA Minsk : Champion de Biélorussie - Belassitza Petritch : Champion de Bulgarie - HC Kehra: Champion d'Estonie | - SKA Minsk : Champion de Biélorussie - Belassitza Petritch : Champion de Bulgarie - HC Kehra: Champion d'Estonie | - SKA Minsk : Champion de Biélorussie - Belassitza Petritch : Champion de Bulgarie - HC Kehra: Champion d'Estonie | - SKA Minsk : Champion de Biélorussie - Belassitza Petritch : Champion de Bulgarie - HC Kehra: Champion d'Estonie | - SKA Minsk : Champion de Biélorussie - Belassitza Petritch : Champion de Bulgarie - HC Kehra: Champion d'Estonie | - SKA Minsk : Champion de Biélorussie - Belassitza Petritch : Champion de Bulgarie - HC Kehra: Champion d'Estonie | - SKA Minsk : Champion de Biélorussie - Belassitza Petritch : Champion de Bulgarie - HC Kehra: Champion d'Estonie | - SKA Minsk : Champion de Biélorussie - Belassitza Petritch : Champion de Bulgarie - HC Kehra: Champion d'Estonie | - SKA Minsk : Champion de Biélorussie - Belassitza Petritch : Champion de Bulgarie - HC Kehra: Champion d'Estonie | - SKA Minsk : Champion de Biélorussie - Belassitza Petritch : Champion de Bulgarie - HC Kehra: Champion d'Estonie | - SKA Minsk : Champion de Biélorussie - Belassitza Petritch : Champion de Bulgarie - HC Kehra: Champion d'Estonie | - SKA Minsk : Champion de Biélorussie - Belassitza Petritch : Champion de Bulgarie - HC Kehra: Champion d'Estonie | - SKA Minsk : Champion de Biélorussie - Belassitza Petritch : Champion de Bulgarie - HC Kehra: Champion d'Estonie | - Shevardeni G.T.U. Tbilissi : Champion de Géorgie - RK Pelister Bitola : Champion de Macédoine - TJ Lokomotíva Trnava : Championnat de Slovaquie | - Shevardeni G.T.U. Tbilissi : Champion de Géorgie - RK Pelister Bitola : Champion de Macédoine - TJ Lokomotíva Trnava : Championnat de Slovaquie | - Shevardeni G.T.U. Tbilissi : Champion de Géorgie - RK Pelister Bitola : Champion de Macédoine - TJ Lokomotíva Trnava : Championnat de Slovaquie | - Shevardeni G.T.U. Tbilissi : Champion de Géorgie - RK Pelister Bitola : Champion de Macédoine - TJ Lokomotíva Trnava : Championnat de Slovaquie | - Shevardeni G.T.U. Tbilissi : Champion de Géorgie - RK Pelister Bitola : Champion de Macédoine - TJ Lokomotíva Trnava : Championnat de Slovaquie | - Shevardeni G.T.U. Tbilissi : Champion de Géorgie - RK Pelister Bitola : Champion de Macédoine - TJ Lokomotíva Trnava : Championnat de Slovaquie | - Shevardeni G.T.U. Tbilissi : Champion de Géorgie - RK Pelister Bitola : Champion de Macédoine - TJ Lokomotíva Trnava : Championnat de Slovaquie | - Shevardeni G.T.U. Tbilissi : Champion de Géorgie - RK Pelister Bitola : Champion de Macédoine - TJ Lokomotíva Trnava : Championnat de Slovaquie | - Shevardeni G.T.U. Tbilissi : Champion de Géorgie - RK Pelister Bitola : Champion de Macédoine - TJ Lokomotíva Trnava : Championnat de Slovaquie | - Shevardeni G.T.U. Tbilissi : Champion de Géorgie - RK Pelister Bitola : Champion de Macédoine - TJ Lokomotíva Trnava : Championnat de Slovaquie | - Shevardeni G.T.U. Tbilissi : Champion de Géorgie - RK Pelister Bitola : Champion de Macédoine - TJ Lokomotíva Trnava : Championnat de Slovaquie | - Shevardeni G.T.U. Tbilissi : Champion de Géorgie - RK Pelister Bitola : Champion de Macédoine - TJ Lokomotíva Trnava : Championnat de Slovaquie | - Shevardeni G.T.U. Tbilissi : Champion de Géorgie - RK Pelister Bitola : Champion de Macédoine - TJ Lokomotíva Trnava : Championnat de Slovaquie | - Shevardeni G.T.U. Tbilissi : Champion de Géorgie - RK Pelister Bitola : Champion de Macédoine - TJ Lokomotíva Trnava : Championnat de Slovaquie | - Shevardeni G.T.U. Tbilissi : Champion de Géorgie - RK Pelister Bitola : Champion de Macédoine - TJ Lokomotíva Trnava : Championnat de Slovaquie |

## Phase préliminaire

### Premier tour
| Équipe                     | Aller   | Total   | Retour  | Équipe               |
| -------------------------- | ------- | ------- | ------- | -------------------- |
| Shevardeni G.T.U. Tbilissi | 17 – 30 | 34 – 72 | 17 – 42 | TJ Lokomotíva Trnava |
| Belassitza Petritch        | 24 – 17 | 46 – 38 | 22 – 21 | HC Kehra             |
| RK Pelister Bitola         | 29 – 24 | 56 – 57 | 27 – 33 | SKA Minsk            |

### Deuxième tour
| Équipe               | Aller   | Total    | Retour  | Équipe                |
| -------------------- | ------- | -------- | ------- | --------------------- |
| RK Badel 1862 Zagreb | 23 – 22 | 52 – 45  | 29 – 23 | HK Drott Halmstad     |
| Caja Cantabria       | 27 – 15 | 56 – 33  | 29 – 18 | Halkbank Ankara       |
| THW Kiel             | 26 – 19 | 53 – 36  | 27 – 17 | TJ Lokomotíva Trnava  |
| Fotex Veszprém SE    | 22 – 18 | 46 – 39  | 24 – 21 | RK Celje              |
| Kolding IF           | 27 – 27 | 53 – 49  | 26 – 22 | Valur Reykjavik       |
| CD Bidasoa Irún      | 36 – 25 | 74 – 31  | 25 – 18 | CSKA Kiev             |
| OM Vitrolles         | 36 – 21 | 74 – 31  | 38 – 10 | HB Echternach         |
| CF Os Belenenses     | 33 – 24 | 50 – 50* | 17 – 26 | AS Fílippos Véria     |
| Hapoël Rishon LeZion | 25 – 20 | 38 – 38* | 13 – 18 | Pfadi Winterthur      |
| HV Sittard           | 24 – 21 | 39 – 36  | 15 – 15 | Initia HC Hasselt     |
| HC Dukla Prague      | 27 – 17 | 53 – 40  | 26 – 23 | Belassitza Petritch   |
| Steaua Bucarest      | 25 – 24 | 48 – 48* | 23 – 24 | Iskra Kielce          |
| CSKA Moscou          | 41 – 19 | 72 – 45  | 31 – 26 | SPE Strovolos Nicosie |
| Granitas Kaunas      | 26 – 23 | 50* – 50 | 24 – 27 | IL Runar              |
| HSG Linz             | 32 – 24 | 56 – 49  | 24 – 25 | BK-46 Karis           |
| SKA Minsk            | 21 – 23 | 49 – 50  | 28 – 27 | Principe Trieste      |

*Vainqueur selon la règle du nombre de buts marqués à l'extérieur

### Huitièmes de finale
| Équipe           | Aller   | Total   | Retour  | Équipe               |
| ---------------- | ------- | ------- | ------- | -------------------- |
| Pfadi Winterthur | 26 – 23 | 51 – 52 | 25 – 29 | Fotex Veszprém SE    |
| Iskra Kielce     | 23 – 26 | 42 – 56 | 19 – 30 | CD Bidasoa Irún      |
| HV Sittard       | 27 – 24 | 41 – 54 | 14 – 30 | Caja Cantabria       |
| Principe Trieste | 20 – 17 | 34 – 36 | 14 – 19 | OM Vitrolles         |
| HSG Linz         | 19 – 18 | 41 – 48 | 22 – 30 | THW Kiel             |
| HC Dukla Prague  | 27 – 16 | 49 – 46 | 22 – 30 | AS Fílippos Véria    |
| CSKA Moscou      | 32 – 21 | 49 – 54 | 17 – 33 | RK Badel 1862 Zagreb |
| Granitas Kaunas  | 27 – 22 | 49 – 54 | 22 – 32 | Kolding IF           |

## Phase finale

### Groupe A
|   | Équipe            | Pts | J | G | N | P | Bp  | Bc  | Diff |  | Résultats (dom.\ext.) |       |       |       |       |
| - | ----------------- | --- | - | - | - | - | --- | --- | ---- |  | --------------------- | ----- | ----- | ----- | ----- |
| 1 | Badel 1862 Zagreb | 9   | 6 | 4 | 1 | 1 | 156 | 147 | 9    |  | Badel 1862 Zagreb     |       | 20-19 | 30-18 | 23-22 |
| 2 | Caja Cantabria    | 7   | 6 | 3 | 1 | 2 | 155 | 125 | 30   |  | Caja Cantabria        | 34-24 |       | 25-15 | 28-16 |
| 3 | Fotex Veszprém SE | 6   | 6 | 2 | 2 | 2 | 131 | 147 | -16  |  | Fotex Veszprém SE     | 23-23 | 24-24 |       | 25-20 |
| 4 | Kolding IF        | 2   | 6 | 1 | 0 | 5 | 140 | 163 | -23  |  | Kolding IF            | 31-36 | 26-25 | 25-26 |       |

| 18/01/1995, 16h30                           | Fotex Veszprém SE | 24 – 24 | Caja Cantabria    |
| 18/01/1995, 19h00                           | Kolding IF        | 31 – 36 | Badel 1862 Zagreb |
| 24/01/1995, 18h00                           | Badel 1862 Zagreb | 30 – 18 | Fotex Veszprém SE |
| 24/01/1995, ??h??                           | Caja Cantabria    | 28 – 16 | Kolding IF        |
| 05/02/1995, 10h45                           | Fotex Veszprém SE | 25 – 20 | Kolding IF        |
| 07/02/1995, 18h00                           | Badel 1862 Zagreb | 20 – 19 | Caja Cantabria    |
| 15/02/1995, 17h30                           | Fotex Veszprém SE | 23 – 23 | Badel 1862 Zagreb |
| 15/02/1995, 19h00                           | Kolding IF        | 26 – 25 | Caja Cantabria    |
| 15/03/1995, 20h00                           | Caja Cantabria    | 25 – 15 | Fotex Veszprém SE |
| 16/03/1995, 18h00                           | Badel 1862 Zagreb | 23 – 22 | Kolding IF        |
| 22/03/1995, 19h00                           | Kolding IF        | 25 – 26 | Fotex Veszprém SE |
| 22/03/1995, 20h30                           | Caja Cantabria    | 34 – 24 | Badel 1862 Zagreb |
| Légende: Victoire Nul Défaite Score du club |                   |         |                   |

### Groupe B
|   | Équipe          | Pts | J | G | N | P | Bp  | Bc  | Diff |  | Résultats (dom.\ext.) |       |       |       |       |
| - | --------------- | --- | - | - | - | - | --- | --- | ---- |  | --------------------- | ----- | ----- | ----- | ----- |
| 1 | CD Bidasoa Irún | 8   | 6 | 4 | 0 | 2 | 137 | 126 | 11   |  | CD Bidasoa Irún       |       | 25-18 | 22-21 | 24-19 |
| 2 | THW Kiel        | 6   | 6 | 3 | 0 | 3 | 137 | 136 | 1    |  | THW Kiel              | 23-21 |       | 26-19 | 28-24 |
| 3 | OM Vitrolles    | 6   | 6 | 3 | 0 | 3 | 133 | 133 | 0    |  | OM Vitrolles          | 19-20 | 23-19 |       | 22-21 |
| 4 | HC Dukla Prague | 4   | 6 | 2 | 0 | 4 | 139 | 151 | -12  |  | HC Dukla Prague       | 26-25 | 26-19 | 25-29 |       |

| 18/01/1995, 17h00                           | HC Dukla Prague | 25 – 29 | OM Vitrolles    |
| 18/01/1995, 20h00                           | CD Bidasoa Irún | 25 – 18 | THW Kiel        |
| 24/01/1995, ??h??                           | THW Kiel        | 28 – 24 | HC Dukla Prague |
| 24/01/1995, 20h00                           | OM Vitrolles    | 19 – 20 | CD Bidasoa Irún |
| 08/02/1995, 19h00                           | CD Bidasoa Irún | 24 – 19 | HC Dukla Prague |
| 08/02/1995, 20h00                           | OM Vitrolles    | 23 – 19 | THW Kiel        |
| 15/02/1995, 17h00                           | HC Dukla Prague | 24 – 23 | THW Kiel        |
| 15/02/1995, 20h00                           | CD Bidasoa Irún | 22 – 21 | OM Vitrolles    |
| 15/03/1995, 20h00                           | THW Kiel        | 23 – 21 | CD Bidasoa Irún |
| 16/03/1995, 20h00                           | OM Vitrolles    | 22 – 21 | HC Dukla Prague |
| 21/03/1995, 18h00                           | HC Dukla Prague | 26 – 25 | CD Bidasoa Irún |
| 21/03/1995, 20h00                           | THW Kiel        | 26 – 19 | OM Vitrolles    |
| Légende: Victoire Nul Défaite Score du club |                 |         |                 |

### Finale
Finale aller
| 17 avril 1995 19h00 | CD Bidasoa Irún                 | 30 - 20   | Badel 1862 Zagreb                                                  | Polideportivo Artaleku, Irun, Espagne Affluence : 3 000 Arbitrage : Svein Olav Oie Bjorn Hogsnes |
| 17 avril 1995 19h00 | Inaki Ordonez 7 Oleg Kisselev 6 | (12 - 12) | Vladimir Jelčić, Irfan Smajlagić 4 Zvonimir Bilić, Slavko Goluža 3 | Polideportivo Artaleku, Irun, Espagne Affluence : 3 000 Arbitrage : Svein Olav Oie Bjorn Hogsnes |
| 17 avril 1995 19h00 | ×2 ×3                           | Rapport   | ×3 ×4                                                              | Polideportivo Artaleku, Irun, Espagne Affluence : 3 000 Arbitrage : Svein Olav Oie Bjorn Hogsnes |

Finale retour
| 22 avril 1995 20h15 | Badel 1862 Zagreb                | 27 - 26   | CD Bidasoa Irún                    | Zagreb, Croatie Affluence : 12 000 Arbitrage : Per Elbrønd Kjeld Løvqvist |
| 22 avril 1995 20h15 | Vladimir Jelčić, Božidar Jović 5 | (15 - 12) | Nenad Peruničić 9 Fernando Bolea 5 | Zagreb, Croatie Affluence : 12 000 Arbitrage : Per Elbrønd Kjeld Løvqvist |
| 22 avril 1995 20h15 | ×2 ×4                            | Rapport   | ×2 ×4                              | Zagreb, Croatie Affluence : 12 000 Arbitrage : Per Elbrønd Kjeld Løvqvist |

## Le champion d'Europe
| Vainqueur de la Ligue des champions de l'EHF 1994-1995 CD Bidasoa Irún 1er titre |

L'effectif du CD Bidasoa Irún était :
| Gardiens de but - Ricardo Zárate - Tomas Svensson - Javier Barreto Pivots - Aitor Etxaburu - Nacho Pujol - Raúl Bartolomé | Demi-centre - Fernando Fernández Urosa (es) Arrières - Iñaki Ordóñez - Francisco Javier de la Haza - Oleg Kisselev - Nenad Peruničić - Luis Jorge Cortés | Ailiers - Fernando Bolea - Armand Rubiño - Ángel Fernández - David Rodríguez Entraîneur - Juancho Villarreal |